# جيريمياه نورمان وليامز
جيريمياه نورمان وليامز (بالإنجليزية: Jeremiah Norman Williams)‏ هو قاضي ومحامي وسياسي أمريكي، ولد في 29 مايو 1829 في الولايات المتحدة، وتوفي بنفس المكان في 8 مايو 1915. حزبياً، نشط في الحزب الديمقراطي. انتخب عضو مجلس النواب الأمريكي.